# 100 Thieves
100 Thieves, LLC（简称100T、100）是一家位于美国加利福尼亚州洛杉矶的生活和游戏组织。该组包含了多个电子游戏俱乐部，包括《Apex英雄》、《決勝時刻》、《使命召唤：战争地带》、《堡垒之夜》、《英雄联盟》及《无畏契约》等。